# Skwahla Indian Reserve 2
Skwahla Indian Reserve 2 är ett reservat i Kanada.   Det ligger i provinsen British Columbia, i den södra delen av landet, 3 500 km väster om huvudstaden Ottawa.
Trakten runt Skwahla Indian Reserve 2 består till största delen av jordbruksmark. Runt Skwahla Indian Reserve 2 är det ganska tätbefolkat, med 248 invånare per kvadratkilometer.